# Calle Marqués de Santa Cruz de Marcenado
La calle Marqués de Santa Cruz de Marcenado es una vía pública de la ciudad española de Oviedo.

## Descripción

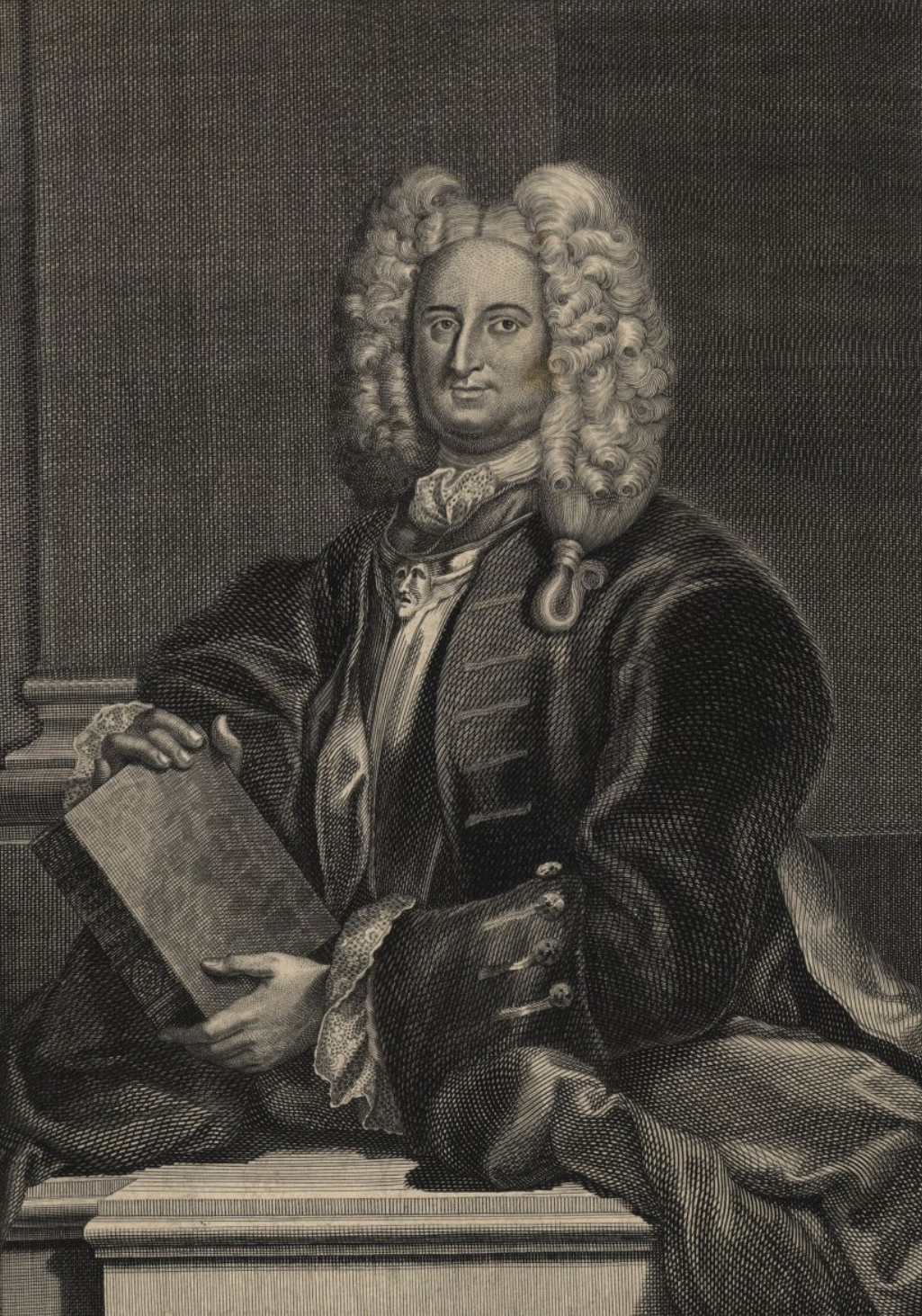
Álvaro Navia-Osorio y Vigil, noble y militar que da nombre a la calle

La vía, a la que se decidió otorgar el título actual en 1887, discurre desde la calle Santa Susana, donde conecta con Leopoldo Calvo Sotelo, hasta la confluencia de las calles Uría y Fruela y la plaza de la Escandalera. Tiene cruce con la calle Cabo Noval, el paseo de Juan Miguel de la Guardia, las calles Marqués de la Vega de Anzo y Suárez de la Riva y el paseo de los Álamos. Honra con el nombre a Álvaro José de Navia-Osorio y Vigil de la Rúa (1684-1732), noble y militar natural de la localidad asturiana de Puerto de Vega, III marqués de Santa Cruz de Marcenado, autor de Reflexiones militares y muerto en la conquista española de Orán. Hay en la propia vía un monumento con su busto. Aparece descrita como futura calle en El libro de Oviedo (1887) de Fermín Canella y Secades, con las siguientes palabras:

Schulz.—Futura calle que arrancando desde el actual viejo hospital terminará en la de Santa Susana limitando por el S. el jardín botánico y campo de San Francisco. Por acuerdo municiapal de 1887 lleva el título del célebre D. Alvaro Navia Osorio Vigil Argüelles de la Rúa, coronel del antiguo regimiento de Asturias, heroico general muerto en la defensa de Orán y sabio autor de las Reflexiones militares, libro de universal fama.
(Canella y Secades, 1887, p. 122)